# Czell Frigyes és fiai
A Czell Frigyes és fiai (Friedrich Czell & Söhne) egy brassói vállalatcsoport volt. A Czell család neve főleg az erdélyi sörgyártással kapcsolatban ismert, de foglalkoztak szeszkészítéssel, cukorgyártással, bányászattal, olajfinomítással, gyapjúszövéssel, kereskedelemmel, bérházak építésével is. Az általuk alapított vagy átvett sörgyárak közül több ma is létezik és működik.

## Cégtörténet
A szász Czell család régi, tekintélyes brassói család volt, felmenőik között több tanítót és egyházgondnokot tartottak számon. Idősebb Friedrich Czell, magyarosan Czell Frigyes apja mesterségét kitanulva gyapjúszövő lett, tudományát Bécsben tökéletesítette, újításokat hozva az erdélyi gyapjúszövés technikájába. Termékei nagy sikernek örvendtek, az 1850-es évektől kezdve azonban nem tudott versenyezni az osztrák szövőiparral. A szövés mellett borkereskedéssel is foglalkozott, jelentős vagyonra téve szert.
1854-ben megalapította Czell és Arzt cégét és Keresztényfalván szeszgyárat majd szeszfinomítót létesített, mely az 1880-as évekre Erdély délkeleti részének legnagyobb ipartelepévé nőtte ki magát. 1874-ben megvásárolta a Szászvolkány melletti Concordia kőszénbányát, hogy biztosítsa az olcsó fűtőanyagot a szeszgyár számára. Az 1886-ban kirobbant vámháború azonban negatívan befolyásolta az erdélyi ipart, a keresztényfalvi szeszgyár és -finomító pedig a 20. század elején bezárt.
A Czell Frigyes és fiai vállalatcsoport 1855-ben alakult meg; célja kezdetben a gyapjúkereskedés volt és 1867-től gyapjúmosodát üzemeltettek, majd később a szesziparra összpontosítottak. 1888-ban megvásárolták az 1821-ben alapított, a vámháború miatt 1887-ben csődbe ment derestyei Quittner likőrgyárat, majd 1892-ben ugyanacsak Derestyén megalapították sörgyárukat. 1889-ben Botfalun cukorgyárat létesítettek, melyet 1892-ben átvett a Magyar Általános Hitelbank.
A 20. század elején monopóliumuk volt az erdélyi sörgyártás terén; a brassói és Brassó környéki gyárak mellett sörgyáraik voltak Bukarestben, Kolozsváron, Csíkszeredában, és likőrgyáruk Nagyszebenben. 1923-ban a csoport több részre szakadt a részvényesek közötti nézeteltérések következtében. A gyárakat 1948-ban államosították, majd a rendszerváltás után privatizálták. Több közülük ma is működik.

### A derestyei sörgyár

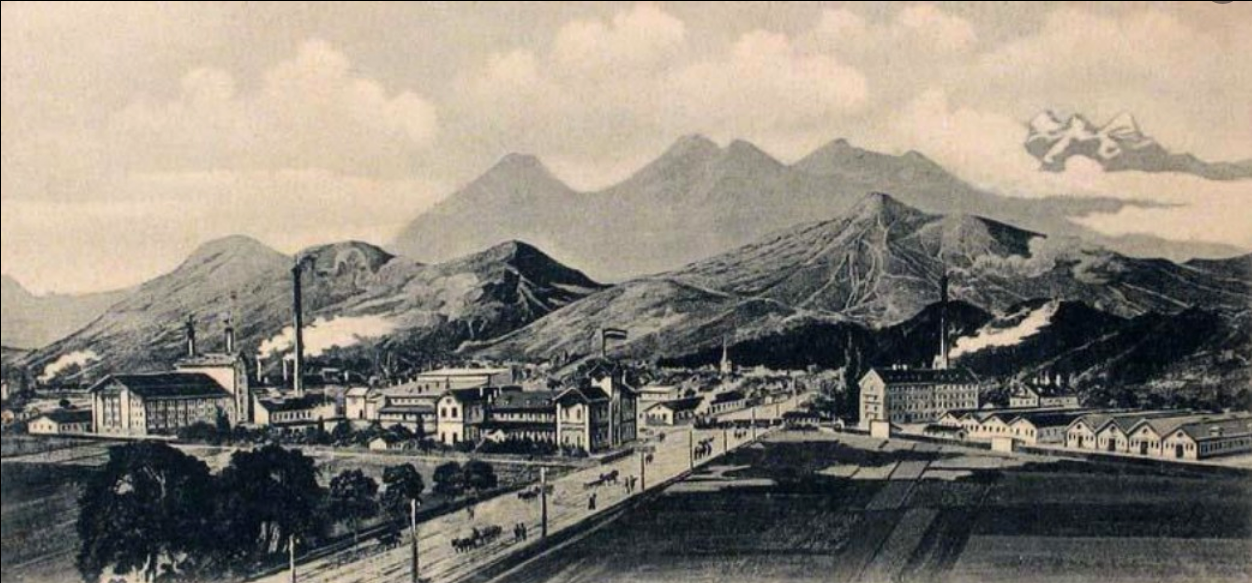
A Czell sörgyár

A derestyei sörgyárnak kezdetben 40 dolgozója és évi 14 000 hektoliter kapacitása volt. Az 1896-os tagosításkor megszerezte a gyár körül elterülő földeket, ahol a szeszfőzéshez szükséges növényeket és a botfalusi cukorgyárnak szánt burgonyát és cukorrépát termesztették. A földeken csángó és szlovák idénymunkások dolgoztak. A gyárak munkásai számára az erdőirtásokon alakítottak ki házhelyeket. A sört a városba szekereken, távolabbi helyekre pedig vasúton szállították (a gyár mellett létesült a Bertalan–Hosszúfalu-vasútvonal egyik állomása).
Az első világháborúban lebombázták a gyárat, újjáépítése 1917–1918 között zajlott. 1922-ben a dolgozók száma 130, a termelés 40 000 hl volt; 1941-ben pedig már 108 745 hl. A gyárhoz söröző is kapcsolódott, a munkások kikapcsolódását pedig uszoda és park biztosította.
A második világháborút követő román kommunista államosítás után a derestyei sörgyár neve Aurora lett, kapacitását és technológiáját folyamatosan fejlesztették, többféle sört készítettek. A rendszerváltás után, 1995-ben privatizálták, közel egy évtizedig román tulajdonú, független vállalatként működött, majd 2004-ben átvette a SABMiller. Jelenleg az Anheuser-Busch InBev tulajdonában álló Ursus Breweries üzemelteti. Itt gyártják a Ciucaș sört.

### Egyéb Czell sör- és szeszgyárak
- 1902-ben Nagyszebenben likőrgyárat alapítottak a régi Göllner gyár helyén.[11]
- 1905-ben megvették az 1869-ben alapított bukaresti Luther-féle sörgyárat; itt gyártották a Gambrinus sört.[12]
- 1910 körül megvették az 1878-ban alapított monostori sörgyárat; 1927-től itt gyártották az Ursus sört. 1929-ben eladták részvényeiket a tordai sörgyárnak.[13]
- 1920 körül megvették a csíkszeredai Romfeld-féle sörgyárat.[2]

### Czell-paloták

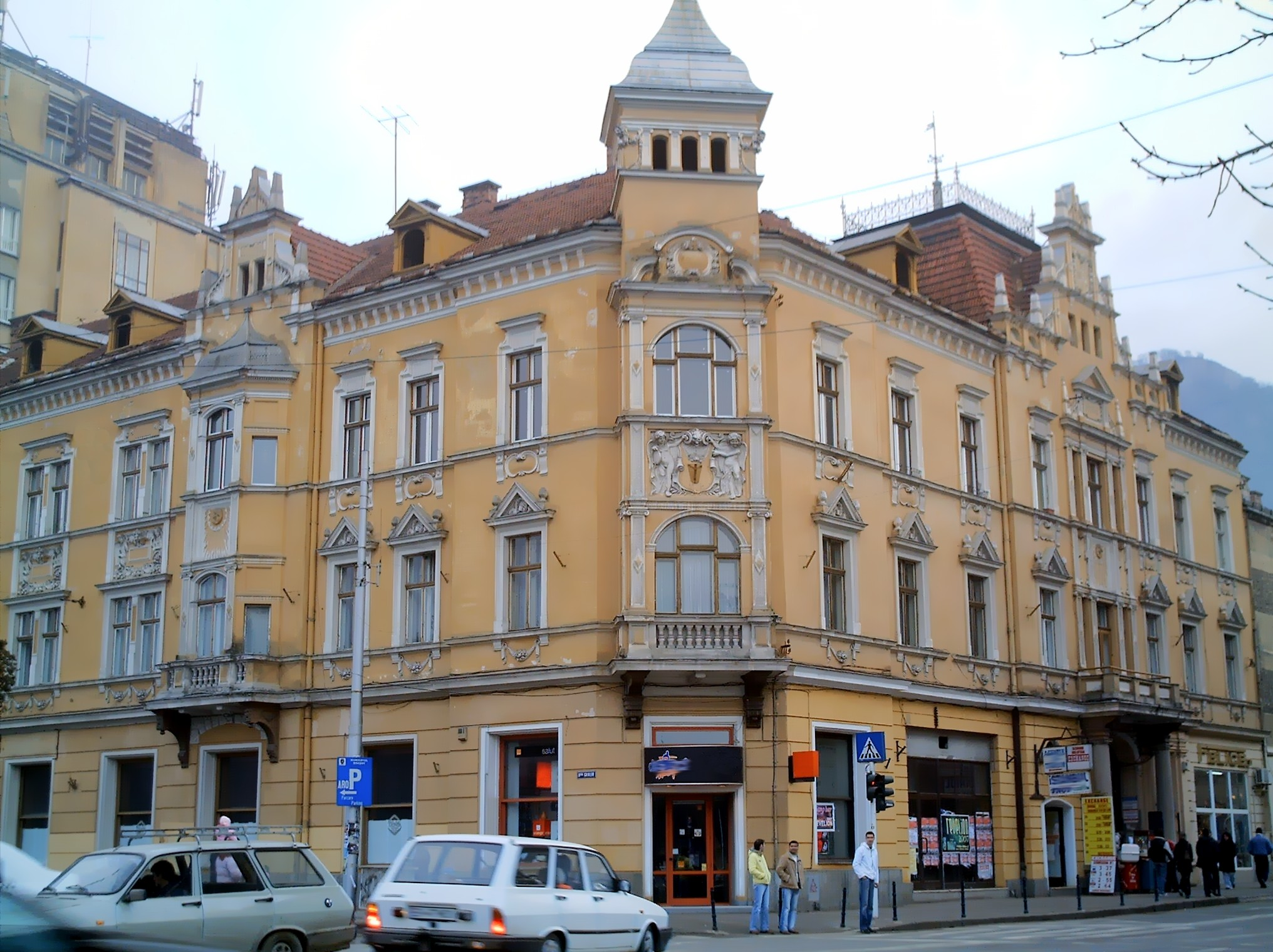
Wilhelm Czell palotája

A Czell testvérek vagyonukat előkelő  lakások bérbeadásával egészítették ki. Több nagy bérházat is építettek; Brassó belvárosában három ismert ún. Czell-palota van:
- Karl Czell 1898-ban Christian Kertsch tervei alapján épített palotája a Kolostor utca 13. szám alatt áll.[14]
- Wilhelm Czell 1901-ben Albert Schuller tervei alapján épített palotája a Kolostor utca és a Rezső körút sarkán áll. A homlokzatot díszítő, napot és angyalokat ábrázoló domborműveknek köszönhetően „napos palotaként” is ismerik.[15]
- Ifj. Friedrich Czell[16] 1903-ban épített főtéri palotája egykor Brassó egyik legelőkelőbb épülete volt. Jelenleg itt van a Román Nemzeti Bank brassói fiókjának székhelye. Mögötte egy kisebb lakóépület van, amelynek bejárata a Várkert sétányra nyílik.[15]

## Érdekességek
- Egy városi legenda szerint a bukaresti utat szegélyező jegenyéket a Czell cég ültette, hogy árnyékuk hidegen tartsa a Derestyéről Brassóba szállított sört.[15] Ez azonban nem valószínű, ugyanis a jegenyéket csak az 1930-as években ültették.[17]
- Sextil Pușcariu szerint a Czell-féle sör gyenge és rossz minőségű volt.[18]
- 2021-ben két brassói vállalkozó feltámasztotta a Czell sörmárkát az eredeti recepttel és logóval.[19]